# Johann Valentin Görner

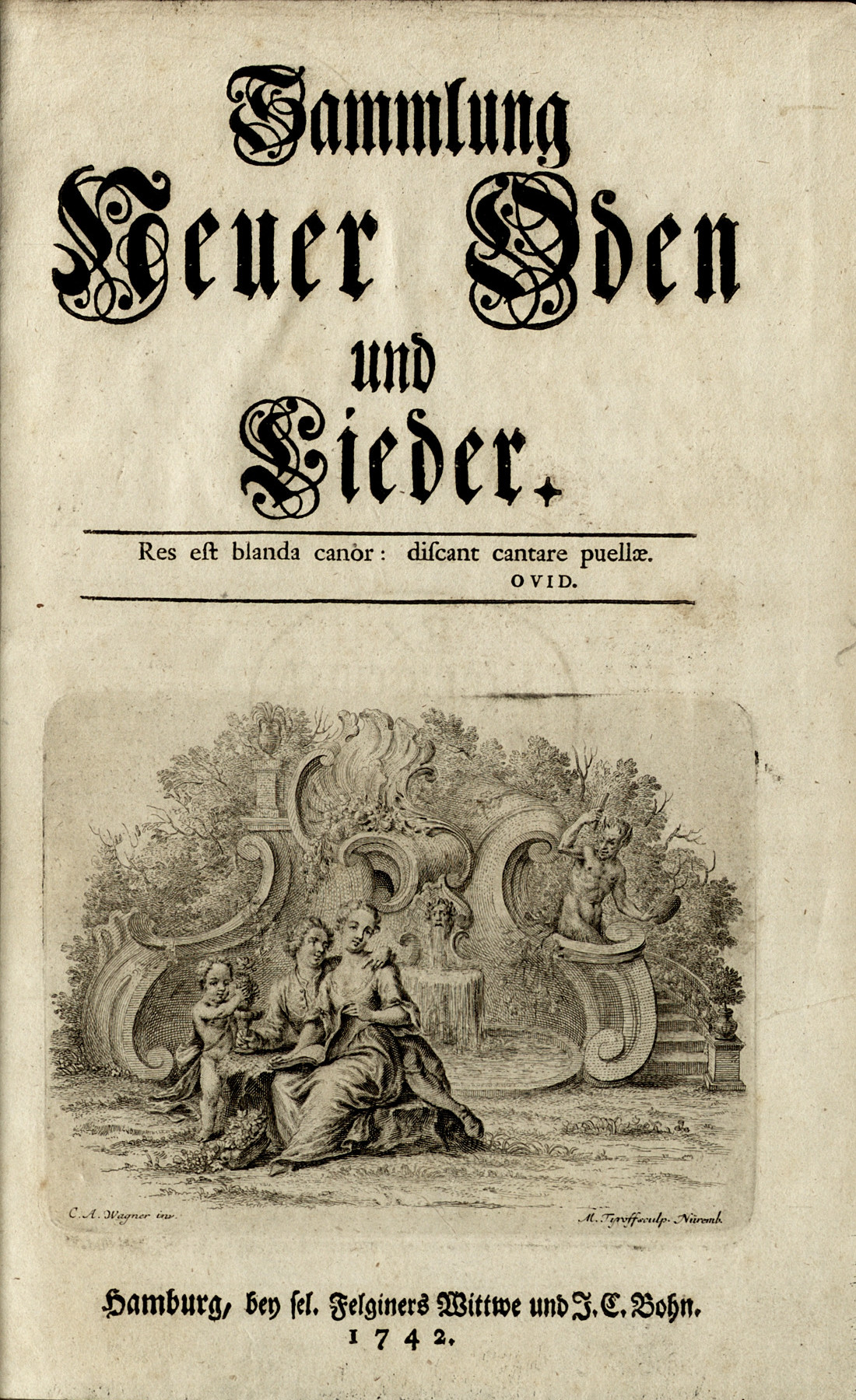
Titelblatt der Sammlung Neuer Oden und Lieder (1742)

Johann Valentin Görner (* 27. Februar 1702 in Penig; † 30. Juli (?) 1762 in Hamburg) war ein deutscher Komponist des Barock. 

## Leben und Werke
Über Görners Leben ist nur wenig bekannt. Überliefert ist, dass er in Dresden die Schule besuchte und seit 1722 in Leipzig studierte. Anschließend hielt er sich an mehreren deutschen Fürstenhöfen auf und ließ sich schließlich in Hamburg nieder, wo er sich dem Klavierspiel und der Komposition widmete. 1728 gründete er zusammen mit Georg Philipp Telemann die erste deutsche Musikzeitschrift mit diversen Kompositionsbeiträgen, Der getreue Musicmeister. Am 6. Mai 1756 wurde er Musikdirektor am Mariendom. Diese Stelle hatte er bis zu seinem Tod inne. Sein Bruder ist der Organist Johann Gottlieb Görner.
Von Görner ist eine Sammlung weltlicher Vokalwerke (Sammlung Neuer Oden und Lieder) mit Texten von Friedrich von Hagedorn in drei Teilen erhalten. Die zwei ersten Teile sind im Jahre 1742 bzw. 1744 zunächst anonym erschienen. Der dritte Teil erschien im Jahre 1752 unter seinem Namen. Insgesamt umfasst die Sammlung 70 Lieder mit Begleitung, wobei jeder Teil in mehreren Ausgaben erschien. Weiterhin sind zwei Klavierstücke (Passacaille und Trouble-Fête) überliefert, die beide 1729 im getreuen Musicmeister veröffentlicht worden sind. Eine verschollene Serenata für Solisten, Chor und Orchester (Das Vergnügen) wurde 1743 in Hamburg aufgeführt, verursachte aber wegen des Textes von Johann Arnold Ebert einen Skandal.